# Atilla Erel
Atilla Erel (* 28. April 1991 in Wien) ist ein österreichischer Fußballspieler.

## Karriere
Erel begann seine Karriere beim Wiener AF. 2003 wechselte er zum Floridsdorfer AC. 2006 schloss er sich dem First Vienna FC an. 2007 kam er in die Akademie des SK Rapid Wien. 2008 wechselte er in die Akademie des FC Admira Wacker Mödling, in der er bis 2009 spielte.
Im März 2009 debütierte er für die Amateure der Admira in der Regionalliga, als er am 17. Spieltag der Saison 2008/09 gegen den SV Horn in der Startelf stand. Seinen ersten Treffer in der Regionalliga erzielte er im April 2010 bei einem 1:1-Remis gegen den SC Ostbahn XI.
Im Jänner 2011 wurde Erel an den Grazer AK verliehen. Für die Steirer absolvierte er 14 Regionalligaspiele, ehe er zu Admira II zurückkehrte. Im Jänner 2013 wechselte er in die Türkei zum Drittligisten Giresunspor. Im Februar 2013 debütierte er in der TFF 2. Lig, als er am 19. Spieltag der Saison 2012/13 gegen Bugsaşspor in der Startelf stand und in der Halbzeitpause durch Muhsin Erözkan ersetzt wurde.
Zur Saison 2013/14 wechselte er zum Viertligisten Diyarbakırspor, für den er eineinhalb Jahre lang aktiv war. Im Jänner 2015 schloss er sich dem Drittligisten Hatayspor an, für den er jedoch nicht zum Einsatz kam. Zur Saison 2015/16 wechselte er zum viertklassigen Cizrespor. Im Jänner 2016 wechselte er zu Çine Madranspor. Zur Saison 2016/17 wechselte er zu Batman Petrolspor. Im Sommer 2017 schloss er sich Manisaspor an, wurde jedoch direkt zurück zu Batman verliehen. Nach dem Ende der Leihe kehrte er 2018 zum Drittligisten Manisaspor zurück. Im Jänner 2019 wechselte er ein zweites Mal zum Viertligisten Cizrespor.
Zur Saison 2019/20 kehrte er nach Österreich zurück und wechselte zum viertklassigen SC Ritzing.